# Torymoides vibidia
Torymoides vibidia is een vliesvleugelig insect uit de familie Torymidae. De wetenschappelijke naam is voor het eerst geldig gepubliceerd in 1839 door Walker.